# San Giorgio Piacentino
San Giorgio Piacentino is een gemeente in de Italiaanse provincie Piacenza (regio Emilia-Romagna) en telt 5511 inwoners (31-12-2004). De oppervlakte bedraagt 49,1 km², de bevolkingsdichtheid is 107 inwoners per km².
De volgende frazioni maken deel uit van de gemeente: San Damiano, Godi, Centovera, Rizzolo, Ronco, Tollara, Corneliano, Viustino, Case Nuove.

## Demografie
San Giorgio Piacentino telt ongeveer 2206 huishoudens. Het aantal inwoners steeg in de periode 1991-2001 met 11,6% volgens cijfers uit de tienjaarlijkse volkstellingen van ISTAT.
| Jaar | Inwoneraantal |
| ---- | ------------- |
| 1991 | 4692          |
| 2001 | 5238          |

## Geografie
De gemeente ligt op ongeveer 103 meter boven zeeniveau.
San Giorgio Piacentino grenst aan de volgende gemeenten: Carpaneto Piacentino, Gropparello, Podenzano, Ponte dell'Olio, Pontenure, Vigolzone.

## Externe link

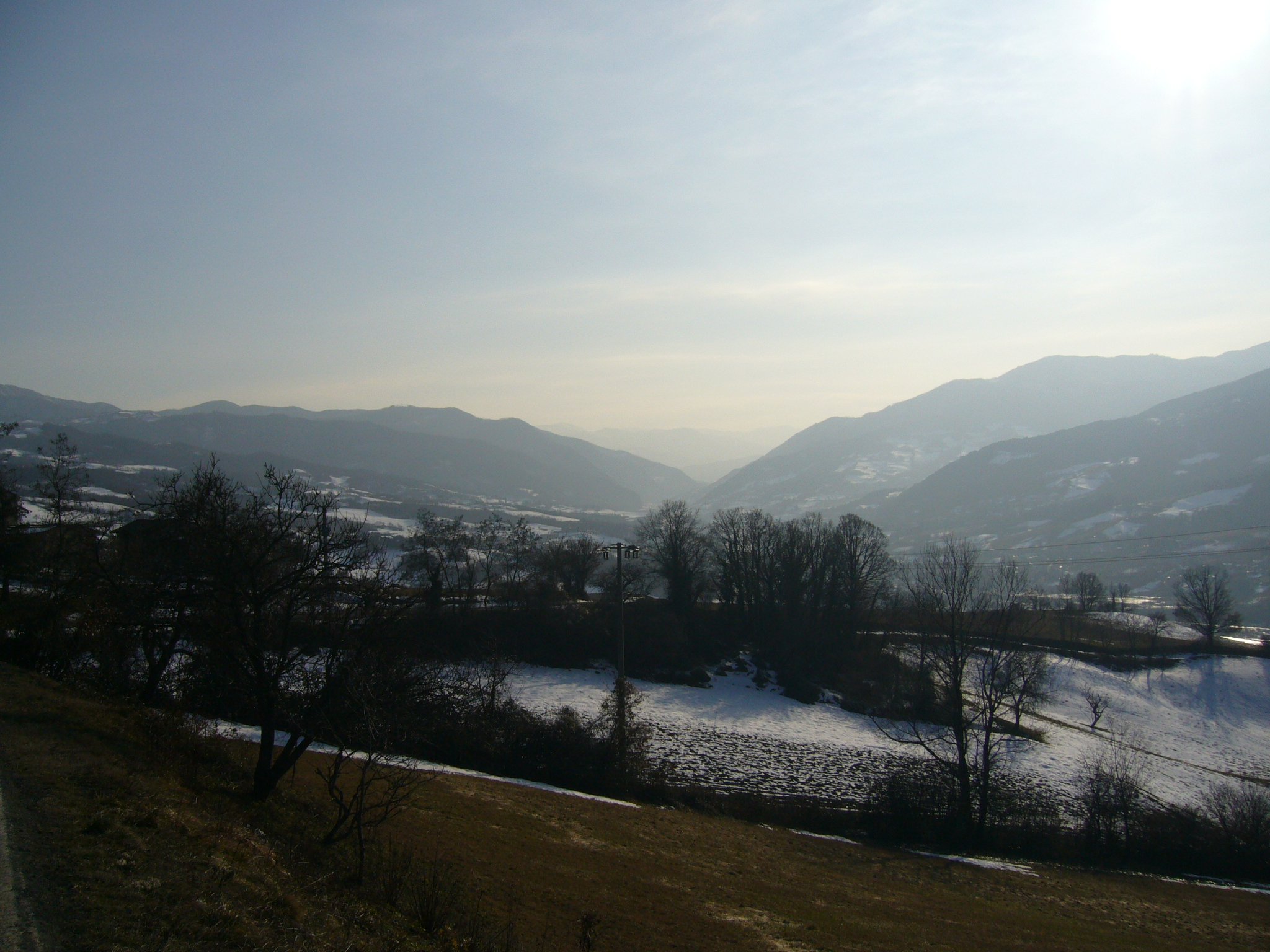
Nurevallei